# Ruderklub am Wannsee
Der Ruderklub am Wannsee e. V. (RaW) ist ein am 13. September 1906 gegründeter Ruderverein in Berlin-Wannsee. Mit 633 Mitgliedern (Stand: 2019) ist er einer der mitgliederstärksten Rudervereine in Berlin. 
Der RaW teilt sich in die Bereiche Leistungssport, Stammklub (Erwachsenen/Mastersrudern) sowie den „Jung-RaW“.

## Geschichte
Am 13. September 1906 gründeten elf Herren in einem Zehlendorfer Lokal den Ruderklub am Wannsee. Sie entschieden sich für einen Standort am Großen Wannsee, „wo der malerische Ausblick auf den bewaldeten Ufervorsprung des Havelecks auch den weniger romantisch veranlagten Naturfreund mindestens nachdenklich stimmte“. Der neue Vorstand erwarb ein rund 2000 m² großes Grundstück am Ostufer des Großen Wannsees und beauftragte den Architekten Walter Hackbarth mit dem Bau eines im Landhausstil gehaltenen Klubhauses, das Anfang 1908 eingeweiht wurde. Gegründet als reiner Männerverein nimmt der RaW seit 1974 auch Frauen als Mitglieder auf.

## Insel Kälberwerder
Der Ruderklub am Wannsee ist Eigentümer der etwa 5.000 m² großen Insel Kälberwerder. Sie liegt an der Berliner Unterhavel in direkter Nähe zur Pfaueninsel. Kälberwerder wurde im Jahr 1909 vom RaW-Mitglied Albert Thiemt gekauft; er stellte sie dem Verein zuerst unentgeltlich zur Verfügung und vererbte sie im Jahr 1926 dem RaW. Zu Ehren der beiden Olympiasieger (1936, 2004) wurden auf der Insel jeweils eine Eiche (1936 die damals vergebene Olympia-Eiche) gepflanzt und Bronzetafeln aufgestellt.

## Vereinsstruktur

### Stammklub
Im Stammklub findet der allgemeine Sportbetrieb des RaW statt. Je nach Alter und Ruderfertigkeit bilden sich verschiedene Gruppen (Ruderanfänger, U-30-Gruppe, RaW-Masters, Damenabteilung etc.). Neben regelmäßigen Ruderterminen gibt es zahlreiche Wanderfahrten. Außerdem nimmt der Stammklub an Sternfahrten zu anderen Berliner Clubs teil.

### Jung-RaW
Der Jung-Raw ist mit 110 Mitgliedern (Stand: 2019) eine der größten Jugend-Rudergruppen in Berlin. Neben der Teilnahme an Regatten stehen auch die Teilnahme an Wanderfahrten ins In- und Ausland im Vordergrund. Die Betreuung der Kinder und Jugendlichen im Alter von 10 bis 18 Jahren übernimmt ein Team aus ehrenamtlichen Betreuern. Die Jugendleitung des RaW wurde mit dem „Senatspreis für die Besten Jugendarbeit Berlins“ für das Jahr 2007 ausgezeichnet. Diese Auszeichnung erhielt der Verein noch vier weitere Male (bis 2014).
Der Jung-RaW ist in drei Pools unterteilt. Im C-Pool werden Anfänger ab zehn Jahren ausgebildet. Der B-Pool stellt den breitensportlichen Bereich der Jugendabteilung dar. Die wichtigsten Veranstaltungen des B-Pools sind die Breitensportveranstaltungen der Berliner Ruderjugend (BRJ) wie ein Hallensport- und Schwimmfest, sowie Sternfahrten und die vom Verein selbst veranstalteten Ereignisse. Im A-Pool ist der Rennruderbereich der Jugendabteilung beheimatet.
Darüber hinaus sind die größten Veranstaltungen des Jung-RaW zwei jährliche Wanderfahrten. Zu Beginn der Saison findet die Frühjahrswanderfahrt statt, die im Berliner Umland über vier Tage und etwa 200–350 km verläuft. Sie dient in erster Linie dem Sammeln von Fahrtenerfahrung und der Vorbereitung auf die Sommerwanderfahrt in den Berliner Sommerferien. Die zweiwöchige Wanderfahrt schließt das Zurücklegen von bis zu 600 km Streckenlänge im In- und Ausland ein und endet in der Regel in einer größeren europäischen Stadt.

### Leistungssport
Neben dem Breitensport hat der Leistungssport im RaW eine große Tradition. Seit seiner Gründung stellt der Verein regelmäßig Sportler in den Nationalmannschaften des Deutschen Ruderverbandes und gewann zahlreiche Medaillen bei nationalen und internationalen Meisterschaften. Die etwa 20 Sportler werden vom hauptamtlichen Trainer Vladimir Vukelic betreut oder trainieren in den Trainingsgruppen des Bundesstützpunktes Rudern Berlin.
Die größten sportlichen Erfolge der Vergangenheit waren die Goldmedaille von Katrin Rutschow-Stomporowski im Einer bei den Olympischen Spielen in Athen 2004 und die Silbermedaille von Julia Richter im Doppelvierer bei den Olympischen Spielen in London 2012. Weiterhin nahmen an den Olympischen Spielen 2012 Tina Manker (Platz 9 im Doppelzweier) und  Linus Lichtschlag (Platz 6 im Leichtgewichts-Doppelzweier) erfolgreich teil.

## Erfolge

### Olympische Spiele
| Jahr | Platzierung    | Bootsklasse                           | Name                                                 |
| ---- | -------------- | ------------------------------------- | ---------------------------------------------------- |
| 1936 | Gold           | Zweier mit Steuermann                 | Dieter Arend                                         |
| 1976 | Bronze         | Zweier ohne Steuermann                | Thomas Strauß                                        |
| 1980 | Olympiaboykott | Olympiaboykott                        | Sabine Hinkelmann, Eicke Roeloffs                    |
| 1984 | 4.             | Doppelvierer mit Steuerfrau           | Ute Kumitz                                           |
| 1988 | 6.             | Doppelvierer                          | Andreas Reinke                                       |
| 1996 | 5.             | Leichtgewichts-Vierer ohne Steuermann | Bernhard Stomporowski, Michael Buchheit, Martin Weis |
| 2000 | Bronze         | Einer                                 | Katrin Rutschow-Stomporowski                         |
| 2000 | 11.            | Leichtgewichts-Vierer ohne Steuermann | Martin Weis                                          |
| 2004 | Gold           | Einer                                 | Katrin Rutschow-Stomporowski                         |
| 2004 | 6.             | Zweier ohne Steuermann                | Jan Herzog                                           |
| 2012 | Silber         | Doppelvierer                          | Julia Richter                                        |
| 2012 | 6.             | Leichtgewichts-Doppelzweier           | Linus Lichtschlag                                    |
| 2012 | 9.             | Doppelzweier                          | Tina Manker                                          |
| 2016 | Ersatzfrau     | Ersatzfrau                            | Julia Richter                                        |

### Weltmeisterschaften
| Jahr | Platzierung | Bootsklasse                                      | Name                                    |
| ---- | ----------- | ------------------------------------------------ | --------------------------------------- |
| 1981 | 4.          | Leichtgewichts-Vierer ohne Steuermann            | Andreas Nowka, Ulrich Wagner            |
| 1982 | 7.          | Leichtgewichts-Vierer ohne Steuermann            | Andreas Nowka, Ulrich Wagner            |
| 1987 | Silber      | Leichtgewichts-Achter                            | Bernhard Stomporowski                   |
| 1988 | 4.          | Leichtgewichts-Vierer ohne Steuermann            | Klaus Altena, Bernhard Stomporowski     |
| 1989 | Gold        | Leichtgewichts-Vierer ohne Steuermann            | Klaus Altena, Bernhard Stomporowski     |
| 1990 | Gold        | Leichtgewichts-Vierer ohne Steuermann            | Klaus Altena, Bernhard Stomporowski     |
| 1991 | Gold        | Leichtgewichts-Doppelzweier                      | Michael Buchheit                        |
| 1992 | Bronze      | Leichtgewichts-Achter                            | Klaus Altena, Bernhard Stomporowski     |
| 1993 | 5.          | Zweier ohne Steuerfrau                           | Gerte John                              |
| 1994 | Bronze      | Leichtgewichts-Vierer ohne Steuermann            | Bernhard Stomporowski                   |
| 1995 | Bronze      | Leichtgewichts-Vierer ohne Steuermann            | Bernhard Stomporowski, Michael Buchheit |
| 1995 | Silber      | Zweier ohne Steuerfrau                           | Gerte John                              |
| 1996 | Gold        | Leichtgewichts-Achter                            | Vladimir Vukelic                        |
| 1996 | Bronze      | Vierer ohne Steuerfrau                           | Gerte John                              |
| 1997 | Bronze      | Leichtgewichts-Vierer ohne Steuermann            | Jan Herzog, Martin Weis                 |
| 1998 | Gold        | Leichtgewichts-Achter                            | Vladimir Vukelic, Bernhard Stomporowski |
| 1999 | Silber      | Einer                                            | Katrin Rutschow-Stomporowski            |
| 2001 | Gold        | Einer                                            | Katrin Rutschow-Stomporowski            |
| 2001 | 7.          | Zweier ohne Steuermann                           | Jan Herzog                              |
| 2002 | Bronze      | Einer                                            | Katrin Rutschow-Stomporowski            |
| 2003 | Silber      | Einer                                            | Katrin Rutschow-Stomporowski            |
| 2005 | 7.          | Zweier ohne Steuermann                           | Jan Herzog                              |
| 2007 | Silber      | Leichtgewichts-Doppelvierer (für Großbritannien) | Mathilde Pauls                          |
| 2009 | Bronze      | Doppelvierer                                     | Karsten Brodowski                       |
| 2009 | 9.          | Doppelzweier                                     | Tina Manker                             |
| 2010 | Gold        | Leichtgewichts-Doppelvierer                      | Linus Lichtschlag                       |
| 2010 | Bronze      | Doppelvierer                                     | Tina Manker, Julia Richter              |
| 2010 | 7.          | Leichtgewichts-Doppelzweier                      | Linus Lichtschlag                       |
| 2011 | Gold        | Doppelvierer                                     | Tina Manker, Julia Richter              |
| 2011 | 4.          | Leichtgewichts-Doppelzweier                      | Linus Lichtschlag                       |
| 2013 | Gold        | Doppelvierer                                     | Julia Richter                           |
| 2014 | 8.          | Doppelzweier                                     | Julia Richter                           |
| 2015 | 13.         | Einer                                            | Julia Richter                           |

### Europameisterschaften
| Jahr | Platzierung | Bootsklasse                                      | Name                           |
| ---- | ----------- | ------------------------------------------------ | ------------------------------ |
| 1938 | Gold        | Zweier ohne Steuermann                           | Rudolf Eckstein, Heinz Stelzer |
| 1973 | 5.          | Achter                                           | Heiko Köpke, Dieter Wilcke     |
| 2007 | 4.          | Leichtgewichts-Doppelzweier (für Großbritannien) | Mathilde Pauls                 |
| 2010 | Gold        | Leichtgewichts-Doppelzweier                      | Linus Lichtschlag              |
| 2010 | Silber      | Doppelvierer                                     | Tina Manker, Julia Richter     |
| 2011 | 11.         | Achter                                           | Hendrik Bohnekamp              |
| 2013 | Gold        | Doppelvierer                                     | Julia Richter                  |
| 2014 | Silber      | Doppelvierer                                     | Julia Richter                  |
| 2015 | 9.          | Einer                                            | Julia Richter                  |
| 2016 | 10.         | Einer                                            | Julia Richter                  |